# Grand Prix Itálie 2024
Grand Prix Itálie 2024 (oficiálně Formula 1 Pirelli Gran Premio d'Italia 2024) se jela na okruhu Autodromo Nazionale Monza v Itálii dne 1. září 2024. Závod byl šestnáctým v pořadí v sezóně 2024 šampionátu Formule 1.

## Kvalifikace
Kvalifikace se uskutečnila 31. srpna 2024 v 16:00 místního času (UTC+2).
| Poř.                        | Č. | Jezdec           | Konstruktér                  | Časy v kvalifikaci | Časy v kvalifikaci | Časy v kvalifikaci | Pořadí na startu |
| Poř.                        | Č. | Jezdec           | Konstruktér                  | Q1                 | Q2                 | Q3                 | Pořadí na startu |
| --------------------------- | -- | ---------------- | ---------------------------- | ------------------ | ------------------ | ------------------ | ---------------- |
| 1                           | 4  | Lando Norris     | McLaren-Mercedes             | 1:19.911           | 1:19.727           | 1:19.327           | 1                |
| 2                           | 81 | Oscar Piastri    | McLaren-Mercedes             | 1:20.076           | 1:19.808           | 1:19.436           | 2                |
| 3                           | 63 | George Russell   | Mercedes                     | 1:20.169           | 1:19.877           | 1:19.440           | 3                |
| 4                           | 16 | Charles Leclerc  | Ferrari                      | 1:20.074           | 1:20.007           | 1:19.461           | 4                |
| 5                           | 55 | Carlos Sainz Jr. | Ferrari                      | 1:20.149           | 1:19.799           | 1:19.467           | 5                |
| 6                           | 44 | Lewis Hamilton   | Mercedes                     | 1:20.477           | 1:19.641           | 1:19.513           | 6                |
| 7                           | 1  | Max Verstappen   | Red Bull Racing-Honda RBPT   | 1:20.226           | 1:19.662           | 1:20.022           | 7                |
| 8                           | 11 | Sergio Pérez     | Red Bull Racing-Honda RBPT   | 1:20.598           | 1:20.216           | 1:20.062           | 8                |
| 9                           | 23 | Alexander Albon  | Williams-Mercedes            | 1:20.542           | 1:20.314           | 1:20.299           | 9                |
| 10                          | 27 | Nico Hülkenberg  | Haas-Ferrari                 | 1:20.781           | 1:20.411           | 1:20.339           | 10               |
| 11                          | 14 | Fernando Alonso  | Aston Martin Aramco-Mercedes | 1:20.617           | 1:20.421           |                    | 11               |
| 12                          | 3  | Daniel Ricciardo | RB-Honda RBPT                | 1:20.901           | 1:20.479           |                    | 12               |
| 13                          | 20 | Kevin Magnussen  | Haas-Ferrari                 | 1:20.856           | 1:20.698           |                    | 13               |
| 14                          | 10 | Pierre Gasly     | Alpine-Renault               | 1:20.748           | 1:20.738           |                    | 14               |
| 15                          | 31 | Esteban Ocon     | Alpine-Renault               | 1:20.764           | 1:20.766           |                    | 15               |
| 16                          | 22 | Júki Cunoda      | RB-Honda RBPT                | 1:20.945           |                    |                    | 16               |
| 17                          | 18 | Lance Stroll     | Aston Martin Aramco-Mercedes | 1:21.013           |                    |                    | 17               |
| 18                          | 43 | Franco Colapinto | Williams-Mercedes            | 1:21.061           |                    |                    | 18               |
| 19                          | 77 | Valtteri Bottas  | Kick Sauber-Ferrari          | 1:21.101           |                    |                    | 19               |
| 20                          | 24 | Čou Kuan-jü      | Kick Sauber-Ferrari          | 1:21.445           |                    |                    | 20               |
| 107 % času vítěze: 1:25.504 |    |                  |                              |                    |                    |                    |                  |
| Zdroj:                      |    |                  |                              |                    |                    |                    |                  |

## Závod
Závod se uskutečnil 1. září 2024 v 15:00 místního času (UTC+2).
| Poř.                                                                     | No. | Jezdec           | Konstruktér                  | Počet kol | Čas/Odstoupení | Start | Body |
| ------------------------------------------------------------------------ | --- | ---------------- | ---------------------------- | --------- | -------------- | ----- | ---- |
| 1                                                                        | 16  | Charles Leclerc  | Ferrari                      | 53        | 1:14:40.727    | 4     | 25   |
| 2                                                                        | 81  | Oscar Piastri    | McLaren-Mercedes             | 53        | +2.664         | 2     | 18   |
| 3                                                                        | 4   | Lando Norris     | McLaren-Mercedes             | 53        | +6.153         | 1     | 16   |
| 4                                                                        | 55  | Carlos Sainz Jr. | Ferrari                      | 53        | +15.621        | 5     | 12   |
| 5                                                                        | 44  | Lewis Hamilton   | Mercedes                     | 53        | +22.820        | 6     | 10   |
| 6                                                                        | 1   | Max Verstappen   | Red Bull Racing-Honda RBPT   | 53        | +37.932        | 7     | 8    |
| 7                                                                        | 63  | George Russell   | Mercedes                     | 53        | +39.715        | 3     | 6    |
| 8                                                                        | 11  | Sergio Pérez     | Red Bull Racing-Honda RBPT   | 53        | +54.148        | 8     | 4    |
| 9                                                                        | 23  | Alexander Albon  | Williams-Mercedes            | 53        | +1:07.456      | 9     | 2    |
| 10                                                                       | 20  | Kevin Magnussen  | Haas-Ferrari                 | 53        | +1:08.302      | 13    | 1    |
| 11                                                                       | 14  | Fernando Alonso  | Aston Martin Aramco-Mercedes | 53        | +1:08.495      | 11    |      |
| 12                                                                       | 43  | Franco Colapinto | Williams-Mercedes            | 53        | +1:21.308      | 18    |      |
| 13                                                                       | 3   | Daniel Ricciardo | RB-Honda RBPT                | 53        | +1:33.452      | 12    |      |
| 14                                                                       | 31  | Esteban Ocon     | Alpine-Renault               | 52        | +1 kolo        | 15    |      |
| 15                                                                       | 10  | Pierre Gasly     | Alpine-Renault               | 52        | +1 kolo        | 14    |      |
| 16                                                                       | 77  | Valtteri Bottas  | Kick Sauber-Ferrari          | 52        | +1 kolo        | 19    |      |
| 17                                                                       | 27  | Nico Hülkenberg  | Haas-Ferrari                 | 52        | +1 kolo        | 10    |      |
| 18                                                                       | 24  | Čou Kuan-jü      | Kick Sauber-Ferrari          | 52        | +1 kolo        | 20    |      |
| 19                                                                       | 18  | Lance Stroll     | Aston Martin Aramco-Mercedes | 52        | +1 kolo        | 17    |      |
| Ret                                                                      | 22  | Júki Cunoda      | RB-Honda RBPT                | 7         | Přehřívání     | 16    |      |
| Nejrychlejší kolo: Lando Norris (McLaren-Mercedes) – 1:21.432 (53. kolo) |     |                  |                              |           |                |       |      |
| Zdroj:                                                                   |     |                  |                              |           |                |       |      |

Poznámky
1. ↑  Včetně bodu za nejrychlejší kolo.
2. ↑  Kevin Magnussen skončil 9., ale obdržel penalizaci 10 sekund za nehodu s Pierrem Gaslym.
3. ↑  Daniel Ricciardo skončil 12., ale obdržel penalizaci 5 sekund za vytlačení Nico Hülkenberga z trati a penalizaci 10 sekund za její nesprávné absolvování v boxech.

## Průběžné pořadí po závodě
|        | Pořadí | Jezdec           | Body |
| ------ | ------ | ---------------- | ---- |
|        | 1      | Max Verstappen   | 303  |
|        | 2      | Lando Norris     | 241  |
|        | 3      | Charles Leclerc  | 217  |
|        | 4      | Oscar Piastri    | 197  |
|        | 5      | Carlos Sainz Jr. | 184  |
| Zdroj: |        |                  |      |

|        | Pořadí | Konstruktér                  | Body |
| ------ | ------ | ---------------------------- | ---- |
|        | 1      | Red Bull Racing-Honda RBPT   | 446  |
|        | 2      | McLaren-Mercedes             | 438  |
|        | 3      | Ferrari                      | 407  |
|        | 4      | Mercedes                     | 292  |
|        | 5      | Aston Martin Aramco-Mercedes | 74   |
| Zdroj: |        |                              |      |